# 文利镇
文利镇，是中华人民共和国广西壮族自治区钦州市灵山县下辖的一个乡镇级行政单位。

## 行政区划
文利镇下辖以下地区：
文利社区、文利村、公服村、黎头村、南城村、驲面村、马达村、东冲村、甲叉村、香山村、谷埠村、横山村、升安村、升平村、升和村和搭简村。